# Helluarchus
Helluarchus es un  género de coleópteros adéfagos de la familia Carabidae.

## Especies
Comprende las siguientes especies:
- Helluarchus robustus Sloane, 1914
- Helluarchus whitei Lea, 1914